# Bururi (provincie)
Bururi is een van de achttien provincies van Burundi. Bij de census van 2008 telden de gemeenten van de provincie volgens de grenzen vastgelegd in 2015 nog 313.102 inwoners. De provincie werd verkleind doordat drie gemeenten werden overgedragen naar de nieuwe provincie Rumonge. 
De hoofdstad van de provincie heet eveneens Bururi.
Tot voor de provinciale herschikking van maart 2015 was Bururi met bijna 2.500 km² de grootste van de toen nog zeventien provincies. In 1999 telde de grotere provincie naar schatting ook nog ongeveer 438.000 inwoners.

## Grenzen
Bururi heeft grenzen met zes andere provincies:
- Rumonge in het westen.
- Bujumbura Rural in het noordwesten.
- Mwaro in het noorden.
- Gitega in het noordoosten.
- Rutana in het oosten.
- Makamba in het zuiden.

## Communes
De provincie bestaat uit zes gemeenten:
- Bururi
- Matana
- Mugamba

- Rutovu
- Songa
- Vyanda

Bubanza · Bujumbura Mairie · Bujumbura Rural · Bururi · Cankuzo · Cibitoke · Gitega · Karuzi · Kayanza · Kirundo · Makamba · Muramvya · Muyinga · Mwaro · Ngozi · Rumonge · Rutana · Ruyigi